# Jorge Villamizar
Jorge Alberto Villamizar Iregui (Montería, 14 de octubre de 1970) es un cantante y músico de pop latino. Es conocido por ser el líder de la banda de pop Bacilos, junto a otros dos músicos latinoamericanos entre 1997 a 2006, y de 2016 hasta la actualidad.
Reconocido por su letra contagiosa y espíritu alegre, Jorge Villamizar es uno de los cantautores más talentosos de Latinoamérica. Entre sus éxitos sobresalen las canciones «Tabaco y chanel», «Caraluna», «Mi primer millón», «Pasos de gigante»; son relatos autobiográficos que han recibido el respeto de su público e influyentes conocedores de la música. A través de su carrera, ha sido galardonado a seis premios Grammy y varios reconocimientos en el nuevo y el Viejo Continente. 
Su talento como compositor lo ha llevado a escribir éxitos para artistas como Julieta Venegas, Marc Anthony, Paulina Rubio, Gloria Trevi, Alejandra Guzmán, y Luis Enrique, para quien escribió el tema «Yo no sé mañana», el cual recibió un Grammy Latino en el 2009.
El solista, compositor, guitarrista y cantante principal del distinguido grupo Bacilos, continúa presentándose y llevando su colección de éxitos en Miami, Puerto Rico y América del Sur. Actualmente firmado bajo el sello Top Stop Music, dirigido por el productor Sergio George, ganador de múltiples premios Grammy y quien ya trabajó con Villamizar durante su etapa con bacilos y coescribió los éxitos «Caraluna» y «Mi primer millón».

## Biografía

### Inicios de su carrera
Desde niño su madre fue una gran influencia en su interés por la música, a los 7 años le regaló su primer walkman con un casete de los Beatles y a los 12 años lo enseñó a tocar la guitarra. Luego fue ella quien lo introdujo en el mundo de la música folclórica autóctona y todo aquello que lo ata a su país de origen.
A los 10 años sus padres se mudan a Ecuador y entra a estudiar en el Colegio Alberto Einstein donde se gradúa en 1988.
Al cumplir la mayoría de edad regresó a su país natal e ingresó en la escuela naval, donde descubrió su pasión por componer. Un año más tarde se muda a Londres para estudiar Ciencias Políticas, y dos años más tarde se transfiere a la Universidad de Miami donde fundó en 1997 la banda Bacilos, junto al bajista brasileño André Lópes y al percusionista puertorriqueño José Javier Freire.

### El éxito con Bacilos
Al llegar a Miami, Jorge Villamizar entró a la Universidad de Miami, donde conoció al cantante puertorriqueño José Javier Freire, con quien organizó el embrión de lo que sería Bacilos. Más adelante se incorporó el cantante brasileño André Lópes. Fue a partir de entonces cuando la banda tomó cuerpo y empezó su rápido ascenso.
Bacilos fueron firmados por el sello Warner Music, bajo quienes lanzaron sus producciones discográficas Bacilos (2000), Caraluna (2002), y Sin vergüenza (2004). Entre sus grandes éxitos se encuentran «Tabaco y Chanel», «Caraluna», «Mi primer millón», «Pasos de gigante», entre otros. Con el álbum Caraluna, Jorge Villamizar y su grupo ganaron en 2003 el Premio Grammy al mejor álbum pop latino.
En 2007 dieron su último espectáculo en el Festival de Viña del Mar de ese año. No obstante, el final de Bacilos marcó una nueva etapa en la carrera de Jorge Villamizar como solista.

### Como solista

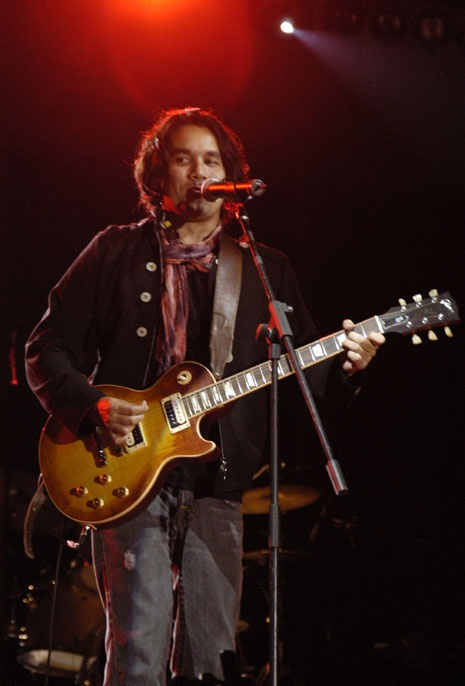
Jorge Villamizar en Guatemala (2009).

Después de probar el éxito con Bacilos, la agrupación decidió separarse para probar nuevos ritmos musicales; justo después de sacar su último álbum, titulado Grandes Éxitos (2006), disco en el cual encontramos sus canciones más representativas además de dos temas inéditos: Contigo se va y De aquí a que salga el sol. Mientras que J.J se inclina por iniciar una agrupación de música electrónica (muy diferente a lo que hacía) y André López tiene un futuro incierto; Villamizar se tomó un descanso en los bellos lugares de Bogotá, París, Cartagena de Indias y Miami.
Después de recopilar temas y escoger letras de su portafolio de escritos postergados, pone en marcha su nuevo proyecto de solista, con el famoso productor Richard Blair. Finalmente saca a la venta el 20 de mayo del 2008 su primer disco de solista- que cuenta con 11 canciones- titulado «Jorge Villamizar». Este disco fue esperado por los fanes del lozano colombiano tras poder escuchar sus primeros sencillos «Ninguna» (cuya dirección del video estuvo a cargo de Pablo Dávila). Después de esto y con ayuda del periódico colombiano «El Tiempo», convocó que todos los colombianos que residieran fuera de su patria y que sintieran lo que es ser un «colombiano en el exterior», para su tema «El Colombiano Errante», una canción según dice Jorge Villamizar, es autobiográfica. 
Su primer trabajo como solista titulado «Jorge Villamizar», lanzado en 2008 es una colección de canciones autobiográficas que reflejan la vida bohemia y el carácter alentador del cantautor colombiano.  
En 2010 forma la banda Álex, Jorge y Lena junto con sus amigos Álex Ubago y Lena Burke lanzando un disco del mismo nombre. Gracias a esto, ganan su sexto Grammy por el éxito «Estar contigo». 
En abril de 2013, Jorge Villamizar fue firmado bajo el sello Top Stop Music a través del productor ganador de múltiples premios Grammy Sergio George.  Prepara su nuevo disco como solista junto al productor Sergio George, el cual incluirá colaboraciones con diferentes artistas. Se estrenó en junio del 2014 su primer sencillo titulado «Te viví», junto al reggaetonero Maluma y el merenguero Elvis Crespo.
El 22 de febrero de 2019, actuó en el Venezuela Aid Live junto a muchos artistas de todo el mundo (como Alesso, Paulina Rubio, Maná, Luis Fonsi, Juanes, Juan Luis Guerra, entre otros), evento que contó con la presencia de los presidentes de Colombia, Iván Duque Márquez; Paraguay, Mario Abdo Benítez; Chile, Sebastián Piñera; y el autoproclamado presidente interino de Venezuela, Juan Guaidó; para contribuir con la crisis humanitaria en Venezuela.

## Premios y nominaciones

### Premios Grammy Latinos
| Año  | Trabajo nominado  | Categoría                      | Resultado |
| ---- | ----------------- | ------------------------------ | --------- |
| 2015 | El Día que Vuelva | Mejor Álbum de Fusión Tropical | Nominado  |